# The Videos (VHS Kylie Minogue)
The Videos je prvo VHS izdanje australske pjevačice Kylie Minogue. Objavljeno je pod diskografskom kućom Mushroom Records u samo Australiji 1988. godine. 

## Popis pjesama
1. "Locomotion" (Video)
2. "I Should Be So Lucky" (Video)
3. "Iza scena" (Video)

## Formati
Ovo su formati video izdanja odThe Videos.
| Format | Država     | Cat. no. | Izdavač          |
| ------ | ---------- | -------- | ---------------- |
| OZ VHS | Australija | V80002   | Mushroom Records |